# Ermita de Santa Águeda (Jorcas)
La ermita de Santa Águeda es una ermita situada al norte de la localidad turolense de Jorcas dedicada a Santa Águeda. La ermita, de estilo barroco y del siglo XVIII, es de mampostería y cantería, y cuenta con una sola nave con cúpula y pinturas al fresco. Frente a su portada adintelada, sobre la que hay un óculo, se dispone un atrio porticado con dos columnas exentas. Se realiza una romería hasta la ermita con motivo de su festividad. Se trata de una ermita incluida en el inventario del Parque Cultural del Chopo Cabecero del Alto Alfambra.